# Alexandre de Lameth
Alexandre Théodore Victor de Lameth (Parigi, 28 ottobre 1760 – Parigi, 18 marzo 1829) è stato un politico e generale francese.
Anche noto come conte di Lameth, era fratello di Charles Malo de Lameth e di Théodore de Lameth.

## Esordi
Erede di una famiglia della nobiltà francese, in gioventù prese parte alla guerra d'indipendenza americana, arruolato come colonnello nel corpo di spedizione guidato dal de Rochambeau. Rientrò infervorato dalle nuove idee di libertà che gli sembravano ormai incompatibili con le antiche istituzioni della monarchia francese.

## La Rivoluzione francese
L'evento che mutò il corso della vita del de Lameth, e della Francia intercorse l'8 agosto 1788, allorché Luigi XVI annunciò la convocazione a Versailles degli Stati Generali, per il 5 maggio 1789.
All'epoca egli era colonnello di cavalleria. Poté, tuttavia, essere eletto deputato agli Stati Generali, in rappresentanza dei nobili di Péronne, in Piccardia. 

Lì si distinse fra quei nobili pronti ad allinearsi alle richieste del Terzo Stato, colpendo alle fondamenta le istituzioni dell'Ancien Régime.
- La notte del 4 agosto 1789 fu tra i promotori dell'abolizione dei privilegi.
- Più tardi si oppose al veto assoluto che taluni proponevano di attribuire al re.
- Propose la nazionalizzazione dei beni della Chiesa e la soppressione dei parlamenti regionali (sorta di tribunali penali).
- Il 5 maggio 1790 propose che il potere di dichiarare la guerra fosse attribuito all'Assemblea Legislativa, anziché al Monarca.
- Esigeva la totale libertà di stampa.
- Denunciò la politica del Mirabeau ed i suoi legami con la corte.

Tuttavia, all'indomani della Fuga a Varennes, quando vide il vecchio edificio costituzionale rischiare di sprofondare, prese paura e mutò radicalmente atteggiamento. Ma era troppo tardi: nominato maresciallo di campo dell'Armata del Nord, dopo la dichiarazione di guerra all'Austria del 20 aprile 1792, passò presto al nemico. 

Arrestato in Belgio insieme al La Fayette, venne con lui fatto prigioniero e rinchiuso nelle medesime prigioni.
Rilasciato dopo circa tre anni, si rifugiò in Inghilterra. Qui il governo di William Pitt il Giovane lo dichiarò indesiderabile, costringendolo a lasciare Londra per riparare ad Amburgo.
Rientrò in Francia solo nel 1796, ma dovette espatriare di nuovo dopo il fallito tentativo monarchico del 18 fruttidoro (4 settembre 1797).

## L'epoca napoleonica
Solo nel 1800, rientrò definitivamente in Francia, ove ormai si era consolidato il dominio di Napoleone Bonaparte. Lì fece una carriera da prefetto rispettivamente, nei dipartimenti delle Basse Alpi (1802), del Reno e Mosella (1805), de la Roer (1806) e del Po (che comprendeva Torino) (1809). Venne anche creato barone dell'Impero.

## La restaurazione
Caduto Napoleone Bonaparte, sotto la Restaurazione Lamet poté profittare della Carta ed essere eletto alla Camera dei deputati. Sedette all'opposizione, sui banchi della sinistra decisamente esclusa da ogni reale ruolo politico.